# Ronde van Qatar 2008
De Ronde van Qatar 2008 werd gehouden van 27 januari tot en met 1 februari 2008 in Qatar. De Ronde was een prooi voor de sprinters, waarbij Quick·Step - Innergetic van begin tot einde domineerde. Winst in de ploegentijdrit waarmee geopend werd, en drie ritoverwinningen voor sprinter Tom Boonen. De twee overige etappes vielen, ook in de sprint, in Italiaanse handen. Boonen kon, net als in 2006, de eindoverwinning mee naar huis nemen. Greg Van Avermaet, uit de eveneens zeer actieve Silence - Lotto ploeg, werd derde in het eindklassement, en winnaar van het jongerenklassement. In totaal bereikten 122 van de 133 gestarte renners de eindstreep.

## Etappe-overzicht
| etappe | datum      | start            | eindstreep       | afstand  | winnaar                 | land   |
| ------ | ---------- | ---------------- | ---------------- | -------- | ----------------------- | ------ |
| P*     | 27 januari | Doha             | Doha             | 6 km     | Quick·Step - Innergetic | België |
| 1e     | 28 januari | Al Zubarah       | Doha             | 137,5 km | Tom Boonen              | België |
| 2e     | 29 januari | Camel Race Track | Qatar Foundation | 147,5 km | Tom Boonen              | België |
| 3e     | 30 januari | Kalief           | Al Khor Corniche | 131,5 km | Alberto Loddo           | Italië |
| 4e     | 31 januari | Al Khor Academy  | Al Khor Corniche | 170 km   | Danilo Napolitano       | Italië |
| 5e     | 1 februari | Al Wakra         | Doha             | 120 km   | Tom Boonen              | België |

*De proloog was een ploegentijdrit.

## Etappe-uitslagen

### Ploegentijdrit
De ploegentijdrit waarmee de Ronde van Qatar in 2008 opende, leverde een herhaling op van de editie van het jaar daarvoor. Quick Step was opnieuw de snelste ploeg op het parcours van zes kilometer. De eerste leiderstrui ging naar Matteo Tosatto die als eerste van het Quick Step team over de finishlijn reed.
| rang | ploeg                              | land             | tijd   |
| ---- | ---------------------------------- | ---------------- | ------ |
| 1    | Quick·Step - Innergetic            | België           | 6' 35" |
| 2    | Team Slipstream                    | Verenigde Staten | op 2"  |
| 3    | Skil - Shimano                     | Nederland        | op 5"  |
| 4    | Liquigas                           | Italië           | op 6"  |
| 5    | Silence - Lotto                    | België           | op 7"  |
| 6    | Crédit Agricole                    | Frankrijk        | op 9"  |
| 7    | Tinkoff Credit Systems             | Rusland          | op 11" |
| 8    | Drapac Porsche Development Program | Australië        | op 12" |
| 9    | Lampre - Fondital                  | Italië           | z.t.   |
| 10   | Topsport Vlaanderen                | België           | z.t.   |

### 1e etappe
Onder invloed van de sterke wind breekt het peloton meteen aan het begin van de etappe in verschillende groepen uiteen. Een groep van 24 renners komt zo voorop, en blijft weg tot aan kilometer 64. Met nog dertig kilometer te gaan voert Quickstep het tempo op, en opnieuw breekt het peloton. Dertien rijders kunnen in de eerste waaier mee: Cretskens, Boonen, De Jongh, Hulsmans, Wynants (Quickstep), Napolitano (Lampre), Van Avermaet, Roelandts en Tjallinghi (Silence-Lotto), Backstedt en Sutton (Slipstream Chipotle), en de eenling Pichot (Bouyges Telecom). Tussen deze dertien wordt de overwinning in de sprint betwist. Quickstep brengt Tom Boonen goed naar voren, en die verzaakt niet. Hij wint voor Greg Van Avermaet, en Steven de Jongh. De leiderstrui en de grijze trui van leider in het puntenklassement zijn voor Boonen. Van Avermaet leidt in het jongerenklassement.
| rang | renner             | land      | tijd       |
| ---- | ------------------ | --------- | ---------- |
| 1    | Tom Boonen         | België    | 2u 28' 37" |
| 2    | Greg Van Avermaet  | België    | z.t.       |
| 3    | Danilo Napolitano  | Italië    | z.t.       |
| 4    | Chris Sutton       | Australië | z.t.       |
| 5    | Jürgen Roelandts   | België    | z.t.       |
| 6    | Alexandre Pichot   | Frankrijk | z.t.       |
| 7    | Steven de Jongh    | Nederland | z.t.       |
| 8    | Maarten Tjallingii | Nederland | op 7"      |
| 9    | Wilfried Cretskens | België    | z.t.       |
| 10   | Matteo Tosatto     | Italië    | op 20"     |

### 2e etappe
Ook in de tweede etappe heeft de wind een bepalende invloed op het wedstrijdverloop. In de eerste helft staat de wind in het nadeel. Het tempo dat het peloton onderhoudt ligt daardoor een stuk lager dan in de eerste etappe. Eén renner, Volodymir Diudia van Team Milram, neemt alleen een voorsprong op het peloton. Na een uur wedstrijd bereikt hij een maximale voorsprong van 16'10" op de achtervolgers. In het tweede deel van de etappe gaat de snelheid, met de wind in de rug, flink omhoog. Diudia wordt na 120 kilometer solo gereden te hebben ingelopen door het peloton. Quick Step, Lampre en Silence-Lotto houden het peloton vervolgens tot aan de finish bij elkaar. Tom Boonen pakt in de sprint zijn tweede opeenvolgende overwinning. Napolitano en de Jongh eindigen met Boonen op het podium. Van Avermaet, die in de laatste kilometer lek rijdt, weet terug te komen en wordt nog vierde in de sprint. Hij behoudt de leiding in het jongerenklassement.
| rang | renner            | land      | tijd       |
| ---- | ----------------- | --------- | ---------- |
| 1    | Tom Boonen        | België    | 3u 29' 41" |
| 2    | Danilo Napolitano | Italië    | z.t.       |
| 3    | Steven de Jongh   | Nederland | z.t.       |
| 4    | Greg Van Avermaet | België    | z.t.       |
| 5    | Chris Sutton      | Australië | z.t.       |
| 6    | Jürgen Roelandts  | België    | z.t.       |
| 7    | Gorik Gardeyn     | België    | z.t.       |
| 8    | Wouter Weylandt   | België    | z.t.       |
| 9    | Alberto Loddo     | Italië    | z.t.       |
| 10   | Sebastian Siedler | Duitsland | op 12"     |

### 3e etappe
Onder goede weerstomstandigheden vindt de derde etappe plaats. Het peloton profiteert van de wind in de rug. Na achttien kilometer wedstrijd rijdt een viertal renners, waaronder Niki Terpstra weg. Zij worden na ongeveer dertig kilometer bijgehaald door een tweede viertal, met daarbij Niko Eeckhout. In het eerste uur wordt een gemiddelde van 52,1 km/h gerealiseerd. De acht blijven weg tot kilometer 74, waarna een groep van zo'n veertig renners ontstaat. Alle kanshebbers op een etappezege zitten in deze groep, op Danilo Napolitano na. De Quickstep formatie brengt in de finale opnieuw Tom Boonen, maar hij wordt verrast door Alberto Loddo. De Italiaan, in 2002 al eens etappewinnaar, en in 2003 eindwinnaar, haalt het in de sprint. Boonen behoudt wel de leiderstrui, en Greg Van Avermaet de jongerentrui.
| rang | renner            | land      | tijd       |
| ---- | ----------------- | --------- | ---------- |
| 1    | Alberto Loddo     | Italië    | 2u 44' 33" |
| 2    | Tom Boonen        | België    | z.t.       |
| 3    | Sebastian Siedler | Duitsland | z.t.       |
| 4    | Angelo Furlan     | Italië    | z.t.       |
| 5    | Paolo Bossoni     | Italië    | z.t.       |
| 6    | Chris Sutton      | Australië | z.t.       |
| 7    | Kenny Dehaes      | België    | z.t.       |
| 8    | Greg Van Avermaet | België    | z.t.       |
| 9    | Niko Eeckhout     | België    | z.t.       |
| 10   | Alexandre Pichot  | Frankrijk | z.t.       |

### 4e etappe
Onder invloed van een stevige rugwind zal het peloton in het eerste uur van deze vierde etappe 56 kilometer afleggen. Door het tempo breekt het peloton al na vijf kilometer in een aantal waaiers uiteen. Met name de Bouygues Telecom ploeg werkt hard om het peloton weer bijeen te brengen. Als het tempo vervolgens fors omlaag gaat, zien twee renners hun kans schoon. Jahanbanian en Hasanin, in eerdere etappes ook al actief, ontsnappen uit de groep. Ze weten 4'30" te pakken, maar hebben de pech dat Quickstep en Silence-Lotto het tempo terug opvoeren en aan willen sturen op een volgende massasprint. Die sprint komt er uiteindelijk ook, maar zal verstoord worden door een valpartij op 500 meter van de aankomst. Chris Sutton smakt tegen het asfalt, Greg Van Avermaet kan nog juist ontwijken. Danilo Napolitano, al twee keer tweede in deze ronde, pakt de dagoverwinning, voor z'n landgenoot Alberto Loddo. Tom Boonen moet genoegen nemen met een derde plaats, maar behoudt wel de leiderstrui. Van Avermaet behoudt de trui in het jongerenklassement.
| rang | renner             | land      | tijd       |
| ---- | ------------------ | --------- | ---------- |
| 1    | Danilo Napolitano  | Italië    | 3u 49' 14" |
| 2    | Alberto Loddo      | Italië    | z.t.       |
| 3    | Tom Boonen         | België    | z.t.       |
| 4    | Francesco Chicchi  | Italië    | z.t.       |
| 5    | Nikolaj Troesov    | Rusland   | z.t.       |
| 6    | Luciano Pagliarini | Brazilië  | z.t.       |
| 7    | Sebastian Siedler  | Duitsland | z.t.       |
| 8    | Gorik Gardeyn      | België    | z.t.       |
| 9    | Steven de Jongh    | Nederland | z.t.       |
| 10   | Niko Eeckhout      | België    | z.t.       |

### 5e etappe
De wind, die al een hele week een rol speelde in het wedstrijdverloop, was inmiddels de veroorzaker van grote zandstormen. In een reactie besluit de organisatie om het parcours te wijzigen en in te korten. Aan het eind van de etappe zijn drie plaatselijke ronden toegevoegd. In een van die ronden gaat een renner uit Qatar nog aan de haal, maar het wordt uiteindelijk weer een massasprint. Tom Boonen pakt zijn derde ritwinst en de eindzege in deze editie van de Ronde van Qatar.
| rang | renner             | land      | tijd       |
| ---- | ------------------ | --------- | ---------- |
| 1    | Tom Boonen         | België    | 2u 49' 47" |
| 2    | Alberto Loddo      | Italië    | z.t.       |
| 3    | Luciano Pagliarini | Brazilië  | z.t.       |
| 4    | Danilo Napolitano  | Italië    | z.t.       |
| 5    | Bernardo Riccio    | Italië    | z.t.       |
| 6    | Steven de Jongh    | Nederland | z.t.       |
| 7    | Sebastian Siedler  | Duitsland | z.t.       |
| 8    | Angelo Furlan      | Italië    | z.t.       |
| 9    | Francesco Chicchi  | Italië    | z.t.       |
| 10   | Wouter Weylandt    | België    | z.t.       |

## Eindklassement

### Algemeen klassement
| rang | renner             | land      | tijd        |
| ---- | ------------------ | --------- | ----------- |
| 1    | Tom Boonen         | België    | 15u 27' 44" |
| 2    | Steven de Jongh    | Nederland | op 27"      |
| 3    | Greg Van Avermaet  | België    | op 40"      |
| 4    | Christopher Sutton | Australië | op 46"      |
| 5    | Jürgen Roelandts   | België    | op 50"      |
| 6    | Alexandre Pichot   | Frankrijk | op 1'10"    |
| 7    | Maarten Tjallingii | Nederland | op 1'12"    |
| 8    | Alberto Loddo      | Italië    | op 1'22"    |
| 9    | Wilfried Cretskens | België    | op 1'31"    |
| 10   | Sebastian Siedler  | Duitsland | op 1'41"    |

Mannen:
2002 · 
2003 · 
2004 · 
2005 · 
2006 · 
2007 · 
2008 · 
2009 · 
2010 · 
2011 · 
2012 · 
2013 · 
2014 · 
2015 · 
2016

Vrouwen:
2009 · 
2010 · 
2011 · 
2012 · 
2013 · 
2014 · 
2015 · 
2016